# Die Frau im Himmel
Die Frau im Himmel ist ein deutscher Stummfilm aus dem Jahre 1920 von Johannes Guter mit Lil Dagover und Werner Krauß in den Hauptrollen.

## Handlung
Die Geschichte spielt im zaristischen Russland. Der Sohn eines mit harter Hand unbarmherzig regierenden Großfürsten, liebt Tatjana. Sie, die Tochter eines einfachen Mannes vom Lande, wird vom Großfürstenspross nach Sankt Petersburg mitgenommen, wo Tatjana bald eine steile Karriere als Tänzerin macht. Am Sterbebett seiner Frau muss der Alte eines Tages erfahren, dass der Großfürst sie einst mit Gewalt genommen habe. Die Frucht dieser Vergewaltigung wurde Feodor, ein geistig unterbelichteter Junge, der mittlerweile zu einem Mann gereift ist.
Von unbändigem Zorn geleitet, will sich Tatjanas Vater nun an dem ganzen Fürstengeschlecht rächen und ruft die geknechteten Bauern der Umgebung auf, ihm zum Schloss des Fürsten zu folgen. Dort wird gerade ein großes Fest gegeben, wo sich sowohl der Fürstensohn als auch Tatjana aufhalten und die junge Tänzerin die Gäste mit ihrem Können erfreuen soll. Es kommt zu einem folgenreichen, schrecklichen Aufeinandertreffen, an dessen Ende Tatjana von ihrem schwachsinnigen Halbbruder umgebracht wird.

## Produktionsnotizen
Die Frau im Himmel passierte am 18. August 1920 die Filmzensur und erhielt Jugendverbot. Die Uraufführung fand am 20. August 1920 in Berlins Marmorhaus statt. Die Länge des Streifens betrug 1550 Meter, verteilt auf fünf Akte.
Die beiden Stars des Films, Dagover und Krauß, hatten im Jahr zuvor für dieselbe Produktionsfirma in dem expressionistischen Meisterwerk Das Cabinet des Dr. Caligari vor der Kamera gestanden. Franz Seemann war für die Filmbauten zuständig. Rudolf Meinert hatte die Produktionsleitung.

## Kritik
„Die Regie sowie Photographie und Ausstattung – besonders bei den Szenen im Fürstenschlosse – verdienen uneingeschränktes Lob. Trotz der gegenwärtigen Ueberproduktion an Filmen mit russischem Milieu, wird dieses Bild seinen Weg machen.“